# Parabathymyrus fijiensis
Parabathymyrus fijiensis és una espècie de peix pertanyent a la família dels còngrids.

## Descripció
- La femella pot arribar a fer 36 cm de llargària màxima.
- Nombre de vèrtebres: 173.
- És de color groc clar.[4]

## Hàbitat
És un peix marí i bentopelàgic que viu entre 478 i 500 m de fondària.

## Distribució geogràfica
Es troba al Pacífic occidental: Fiji.

## Observacions
És inofensiu per als humans.